# Brian Wilson (homme politique travailliste)
Pour les articles homonymes, voir Brian Wilson (homonymie) et Wilson.
Brian David Henderson Wilson (né le 13 décembre 1948) est un homme politique du parti travailliste écossais. Il est député de Cunninghame North de 1987 à 2005 et ministre d'État de 1997 à 2003.
Après avoir quitté ses fonctions de ministre avant son départ du Parlement, Tony Blair lui demande d'être représentant spécial du Premier ministre pour le commerce outre-mer. Ayant continué à s'intéresser à la promotion du commerce, il est nommé au Board of Trade britannique nouvellement créé en 2017. Il est également président de Harris Tweed Hebrides, directeur du Celtic Football Club et professeur invité à l'Université de Strathclyde.

## Jeunesse et carrière
Brian David Henderson Wilson est né en 1948 à Dunoon, en Écosse et fait ses études à la Dunoon Grammar School. Il étudie ensuite à l'Université de Dundee et à l'University College de Cardiff - où il est l'un des 16 premiers étudiants au premier cours de journalisme de troisième cycle au Royaume-Uni, dirigé par Tom Hopkinson de Picture Post Fame. Wilson est le rédacteur en chef fondateur et l'éditeur du West Highland Free Press qu'il crée avec trois amis de l'Université de Dundee.
Fondé en 1972, le journal est initialement basé à Kyleakin, sur l'île de Skye, et continue d'être publié depuis Broadford, Skye. Sa singularité réside dans la radicalité de son contenu politique, notamment sur les questions relatives à la propriété foncière, et dans son rôle de journal local. Il est crédité d'avoir exercé une influence sur le débat politique dans les Highlands et les îles, et - avec d'autres initiatives simultanées telles que la production 7.84, The Cheviot, the Stag and the Black, Black Oil et la publication du livre de John MacEwen Who Owns Écosse? - remettre la question foncière à une place prépondérante dans la politique écossaise. Pour ses premiers travaux sur le West Highland Free Press, Wilson est le premier récipiendaire du Nicholas Tomalin Memorial Award. Il écrit également beaucoup pour des journaux nationaux et, en 1977-1978, il participe à Seven Days, un hebdomadaire politique écossais qui ferme ses portes après quelques mois.
Tout au long des années 1980, il est correspondant de football écossais du Guardian, ce qui l'amène à être invité à écrire l'histoire officielle du Celtic FC, l'équipe qu'il soutient depuis son enfance. Il est apparu dans le documentaire influent LWT des années 1980 dans la série Credo qui met en évidence le sectarisme dans le football écossais lorsque Wilson appelle l'UEFA et la FIFA à forcer la SFA à mettre fin à la politique d'emploi sectaire des Rangers.
Il est membre du Parti national écossais pendant une courte période dans son adolescence, mais peu de temps après la formation du West Highland Free Press, qui est lancé en avril 1972, rejoint le Parti travailliste et est rapidement invité à se porter candidat à Ross et Cromarty en octobre 1974. Il se présente dans deux autres circonscriptions des Highlands et des îles - Inverness-shire et les îles de l'Ouest - en 1979 et 1983 respectivement. Opposant à la décentralisation, qui, selon lui, fonctionnerait au détriment des régions les plus périphériques de l'Écosse, il est président en 1978 de la « Labour Vote No Campaign », qui appelle à un vote « non » lors du référendum écossais de 1979 sur la décentralisation sur l'opportunité d'avoir une Assemblée écossaise. Wilson fait partie d'un groupe connu sous le nom de « Highland Luxemburgists » (qui comprend Margaret Hope MacPherson et Allan Campbell McLean), qui tentent chaque année lors de la conférence du parti de faire adopter une résolution visant à ramener les crofts en propriété commune. Cependant, la direction du Parti travailliste ignore la résolution et soutient le droit des petits fermiers d'acheter leurs terres .

## Carrière politique
Wilson est sélectionné pour se présenter à un siège plus gagnable et est élu dans la circonscription de Cunninghame Nord en 1987, remportant le siège sur le Parti conservateur et le conservant aux élections générales de 1992, 1997 et 2001. Dans l'opposition, Wilson est porte-parole pour la planification des élections (1996-1997), le commerce et l'industrie (1994-1995), les transports (1992-1994 et 1995-1996) - où il est reconnu comme un adversaire parlementaire efficace de la privatisation du rail - et sur Affaires écossaises (1988-1992).
Dans son premier rôle ministériel, en tant que ministre écossais de l'Éducation et de l'Industrie, il est responsable des Highlands et des îles, ce qui lui permet de répondre à certaines des questions pour lesquelles il a fait campagne pendant une longue période. Il crée l'Unité des terres communautaires et le Fonds sur lesquels reposent les rachats communautaires de terres agricoles. Il est le premier ministre écossais désigné pour le gaélique, initiant le processus qui conduit à la création d'une chaîne de télévision gaélique. Avec la présidente irlandaise, Mary Robinson, il lance Iomairt Cholm Cille dans le but de rapprocher les communautés de langue gaélique d'Écosse et d'Irlande. En tant que ministre écossais de l'Éducation, il s'intéresse particulièrement aux besoins éducatifs spéciaux et créé le Comité Beattie pour présenter des propositions, dont beaucoup sont introduites par la suite, pour améliorer l'offre post-scolaire et renforcer les liens SEN avec les collèges d'enseignement supérieur.
En 2001, Wilson passe brièvement au ministère des Affaires étrangères et du Commonwealth avec la responsabilité de l'Afrique. En tant que ministre de l'Énergie de 2001 à 2003, il est un fervent partisan à la fois des énergies renouvelables — qu'il a longtemps défendues en tant que journaliste — et de l'Énergie nucléaire  notamment en raison de sa familiarité avec les centrales nucléaires de Hunterston dans sa propre circonscription. Selon son point de vue, il est soit crédité, soit blâmé d'avoir fait plus que tout autre homme politique pour "garder l'option nucléaire ouverte" pendant les premières années du gouvernement travailliste . En tant que ministre de l'Énergie, Wilson préconise ce qu'il appelle une politique de production d'électricité « équilibrée » –avec le nucléaire, l'atténuation de la pollution par le charbon, le gaz naturel et les énergies renouvelables – qui devient finalement le slogan du gouvernement après son départ. 
En tant que ministre du Commerce et par la suite, Wilson s'intéresse beaucoup à Cuba qu'il visite à plusieurs reprises dans le but d'améliorer les liens politiques et commerciaux. Il écrit beaucoup pour défendre Cuba et sur ses rencontres avec Fidel Castro. Écrivant dans The Guardian à propos de la décision de Castro de se retirer de la présidence cubaine, Wilson déclare qu'il a "déjoué une dernière fois les États-Unis et leur obsession de 50 ans" en assurant une transition ordonnée au sein du gouvernement de son vivant. Alors qu'il est ministre du Commerce, Wilson est également étroitement impliqué dans la défense de l'industrie écossaise du cachemire face aux mesures commerciales hostiles des États-Unis, lors de la soi-disant « guerre de la banane » (1999-2000).
En août 2004, il annonce son intention de se retirer de la vie politique lors des élections générales de 2005 pour des raisons familiales.

## Suite de la carrière
Wilson détient des mandats d'administrateur dans un certain nombre d'entreprises et continue de commenter publiquement la politique énergétique du gouvernement britannique, en particulier sur le sujet de l'énergie nucléaire, dont il est un partisan, et écrit des articles d'opinion dans les journaux nationaux. À la fois en tant que ministre de l'Énergie et par la suite, il appelle la Grande-Bretagne à conserver une politique énergétique équilibrée entre le nucléaire, les énergies renouvelables, en atténuant la pollution par le charbon et le gaz. Il est également président de Flying Matters, qui préconise une réponse pro-aviation au changement climatique. En avril 2008, Wilson devient professeur invité en médias et gouvernement à l'Université calédonienne de Glasgow. En septembre 2009, il reçoit une bourse honorifique de l'Université des Highlands and Islands. Entre 2009 et 2013, il préside l'Energy Coast britannique, l'agence de développement économique de West Cumbria. En 2017, il devient professeur invité à l'Université de Strathclyde. Il est nommé ambassadeur des affaires du Royaume-Uni sous le gouvernement de coalition à titre non politique en 2013.
Il est étroitement associé à la régénération de l'industrie Harris Tweed sur l'île de Lewis, où il vit, et est président de Harris Tweed Hebrides. Il est également directeur du Celtic Football Club, qu'il soutient depuis l'enfance. Wilson écrit l'histoire officielle du centenaire du Celtic (Celtic, A Century With Honour, Collins Willow 1988) et plus récemment l'Official History of Celtic pour marquer le 125e anniversaire du club. Après avoir maintenu des liens avec Cuba, il est aujourd'hui président de Havana Energy, une entreprise britannique promouvant les énergies renouvelables à Cuba qui obtient la toute première coentreprise avec les Cubains pour construire des centrales électriques alimentées par la biomasse des plantations de canne à sucre.
Wilson joue un rôle actif dans l'opposition au vote « Oui » lors du référendum sur l'indépendance écossaise de 2014 et prend la parole lors de nombreux rassemblements de la campagne « Just Say Naw » aux côtés de George Galloway.
Il est nommé Commandeur de l'Ordre de l'Empire britannique (CBE) lors des honneurs du Nouvel An 2020 pour services rendus à des œuvres caritatives et aux entreprises en Écosse.

## Vie privée
Wilson vit à Mangersta dans la région d'Uig sur l'Île de Lewis, qui est le village natal de sa femme, Joni Buchanan. Ils ont trois enfants - Mairi, Eoin et Ronan. Eoin a le syndrome de Down.